# 몰리의 게임
《몰리의 게임》(영어: Molly's Game)은 2017년 미국의 드라마 영화로, 몰리 블룸의 회고록 《몰리의 게임: 할리우드 엘리트에서 월가의 억만장자 보이클럽까지, 지하 포커 세계에서 펼치는 파란만장 모험》을 기반으로 한다. 에런 소킨의 감독 데뷔작이며, 제시카 채스테인이 주인공 몰리 블룸을 연기한다. 2017 토론토 국제 영화제에서 전세계 최초 상영되었다.

## 출연진
- 제시카 채스테인 - 몰리 블룸
  - 서맨사 이슬러 - 13-15세 몰리
- 이드리스 엘바
- 케빈 코스트너
- 브라이언 다시 제임스
- 크리스 오다우드
- 마이클 세라
- J. C. 매켄지
- 빌 캠프
- 제러미 스트롱
- 클레어 랭킨